# 洛基角

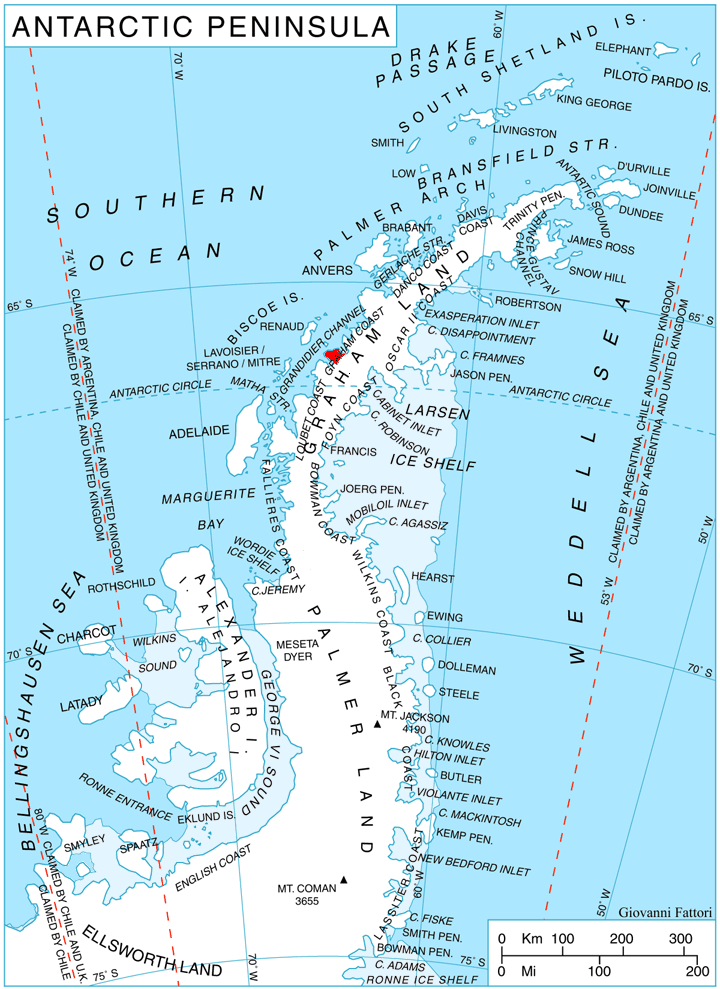

洛基角（英語：Loqui Point）是南極洲的海岬，位於葛拉漢地西岸，是韋林格勒半島的北端，處於巴里拉里灣入口處的南部，現時由南極條約體系管理。

## 外部連結
- SCAR Composite Gazetteer of Antarctica（页面存档备份，存于）.

65°55′S 64°58′W / 65.917°S 64.967°W